# Schlacht bei Zenta
Wien – Kahlenberg – Párkány – Gran I – Waitzen (Vác) –  Ofen I – Gran II – Neuhäusel (Nové Zámky) – Eperies – Ofen II – Mohács (Harsány) – Belgrad I – Derbend – Pataczin – Nisch – Belgrad II – Szlankamen – Belgrad III – Peterwardein – Lippa (Lipova)  – Lugos (Lugoj) – Temesvár – Olasch (Bega) – Zenta
In der Schlacht bei Zenta errangen kaiserliche Truppen unter dem Oberbefehl von Prinz Eugen von Savoyen bei Zenta an der Theiß am 11. September 1697 einen bedeutenden Sieg über die Osmanen. Dieser Sieg führte schließlich zum Frieden von Karlowitz, der den Großen Türkenkrieg (1683–1699) beendete.

## Ausgangslage
Kaiser Leopold I. ging nach der Niederlage der Osmanen bei der Zweiten Wiener Türkenbelagerung in die Offensive. Seine Truppen eroberten Ofen (das heutige Budapest) 1684/1686, besiegten die Osmanen in der Schlacht bei Mohács (1687) und eroberten 1688 Belgrad, das 1690 infolge des Pfälzischen Erbfolgekrieges aber wieder an das Osmanische Reich zurückfiel.

## Vorgeschichte
Prinz Eugen (seit 1693 Feldmarschall) kehrte 1697, als der Pfälzische Erbfolgekrieg beendet war, auf den osmanischen Kriegsschauplatz zurück. Der bisherige Oberbefehlshaber, Kurfürst Friedrich August von Sachsen, legte sein Kommando nieder, weil er nach dem Tode von Johann III. Sobieski zum König der Polen gewählt worden war. Rüdiger Graf Starhemberg, der berühmte Verteidiger Wiens während der Zweiten Wiener Türkenbelagerung und damalige Präsident des Hofkriegsrates, empfahl in einem Gutachten vom 15. März 1697:

„Ich weiß Keinen, der mehr Verstand, Experienz, Application [Hinwendung, Fleiß] und Eifer zu Euer Kaiserlichen Majestät Dienst hätte, ein generoses und uninteressiertes Gemüt, auch die Liebe und Respect bei der Miliz, als der Prinz von Savoyen […] Er hat in Italien commandiert […] die Armata jederzeit in großer Einigkeit, Respect und Gehorsam erhalten, welcher dagegen bei der Armata in Ungarn ganz zerfallen, weswegen wohl nötig, derselben einen solchen vorzustellen, der ihn wieder Einzuführen weiß, von allen Offizieren beliebt und hierzu secundiert wird, die alle und sonderlich die Vornehmeren dem Prinzen von Savoyen so viel geneigt, als sie dem anderen [Kurfürst von Sachsen] abgeneigt sind […]“

## Vorbereitung zur Schlacht
Nach dieser Empfehlung wurde Prinz Eugen am 5. Juli 1697 zum Oberbefehlshaber der Armee in Ungarn ernannt. Laut Starhemberg war die Armee in einem schlechten Zustand: Von der Sollstärke von 70.000 Mann waren nur 35.000 kampffähig, die Kriegskasse war leer und die Verpflegung miserabel. Eugen musste sich Geld leihen, um wenigstens Verpflegung und Sold für seine Armee im ausreichenden Maße zur Verfügung zu haben.
Eugens erste taktische Maßnahme war das rasche Zusammenziehen der in Oberungarn und Siebenbürgen operierenden Truppen, um eine möglichst große Streitmacht gegen die Türken aufbieten zu können. Aus Peterwardein kam die Meldung, dass sich der Sultan mit seiner Armee und der gesamten Donauflottille bereits in Belgrad befinde. Fünf Tage nach seiner Kommandoübernahme (17. Juli) begann er einen Gewaltmarsch Richtung Peterwardein. Nach der Vereinigung mit den Truppen aus Oberungarn und Siebenbürgen an diesem Orte umfasste die kaiserliche Armee zwischen 50.000 und 55.000 Mann.
Als man vor der Festung eintraf, war die türkische Streitmacht vor Ort. Den ganzen August hindurch fanden nur taktische Manöver zwischen den Streitmächten im Großraum Peterwardein statt. Die Osmanen versuchten weder die Erstürmung der Burg noch eine offene Feldschlacht, da Eugen die Schlacht immer nur in Reichweite der Festungsgeschütze anbot. Anfang September brachen die Osmanen die taktischen Geplänkel ab und zogen entlang der Theiß nach Norden, um sich der Festung Szegedin zu bemächtigen. Der kaiserliche Feldmarschall folgte, fast auf gleicher Höhe, der osmanischen Streitmacht.
Da gelang der kaiserlichen Kavallerie, die ständig Feindberührung hielt, die Gefangennahme eines türkischen Offiziers. Seiner Aussage zufolge wurde der Plan zur Erstürmung Szegedins wegen des verfolgenden christlichen Heeres aufgegeben und der Sultan beabsichtige, die Theiß bei Zenta zu überqueren und sich nach Temesvár ins Winterlager zurückzuziehen. Als Eugen von dieser Nachricht erfuhr, entschloss er sich, sofort die Schlacht zu eröffnen.
Auf osmanischer Seite hatte der erfahrene Haudegen Ca’fer Pascha vergeblich gegen die Überquerung der Theiß gestimmt und zeigte sich, nach der Chronik seines Siegelbewahrers Alî aus Temeschwar, unglücklich über diese Entscheidung:
„Als er unserem Herrn Pascha Bericht erstattete, raufte sich dieser verzweifelt den Bart und sagte: ‘O weh, o weh, jetzt ist es soweit, dass der Ehre des Erhabenen Reiches Abbruch geschehen muss!’ Er lud die Paschas und Ağas zu sich und als er ihnen mitteilte, dass man auf das jenseitige Ufer übersetze, wurden alle niedergeschlagen und bekümmert, weil sie diese Maßnahme als völlig verfehlt erachteten; sie wunderten sich, auf wessen Betreiben es wohl dazu gekommen war, und waren ganz verstört.“
Ca’fer Pascha fiel während der Schlacht bei der Verteidigung des Brückenkopfes, um den Rückzug zu decken.

## Schlachtverlauf

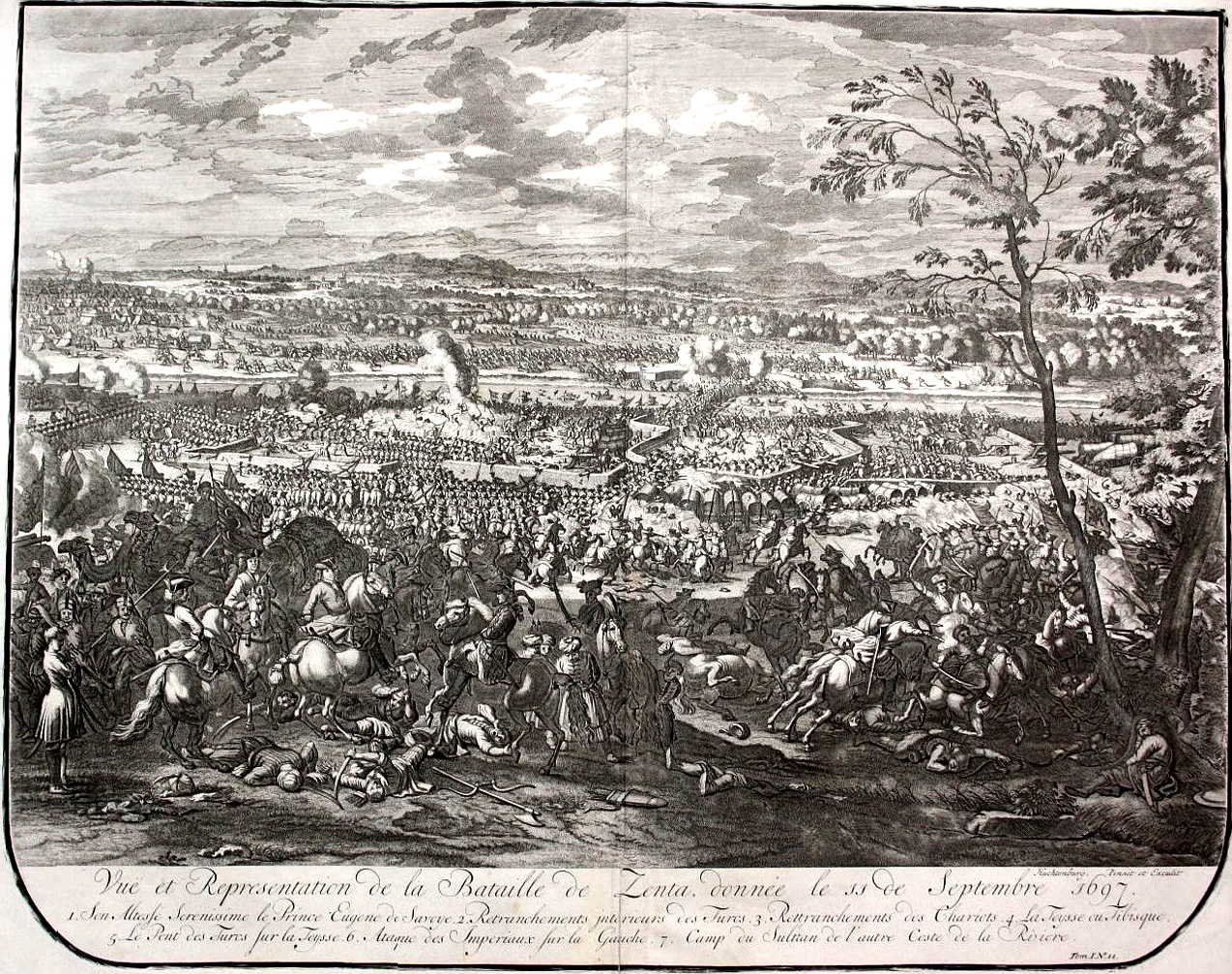
Schlacht bei Zenta

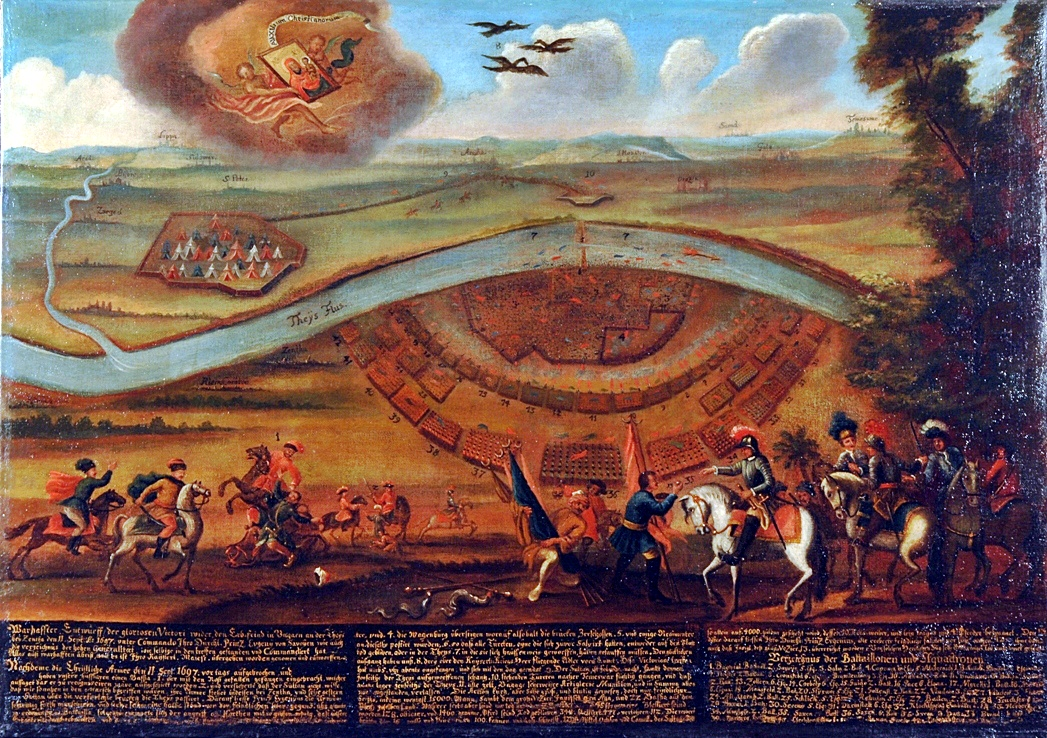
Schlacht bei Zenta, darüber die Madonna von Pötsch, deren Fürsprache der Sieg zugeschrieben wurde. (HGM Wien)

Am Nachmittag des 11. September 1697 bot sich an der Theiß bei Zenta folgendes Bild: Am diesseitigen, westlichen Ufer befand sich ein aus Schanzen und Erdwällen errichteter türkischer Brückenkopf, der die Flussüberquerung sicherte. Auf der Pontonbrücke, die über die Theiß führte, wurden gerade die Artillerie und der Tross auf die andere Seite transportiert, auf der sich bereits der Sultan und die osmanische Kavallerie befanden. Die Türken wiegten sich in falscher Sicherheit und dachten nicht, dass die kaiserliche Armee so schnell vor Ort sein würde. Ein Zitat aus einem türkischen Bericht:

„Daß der Feind kommen werde, hatte ja niemand bezweifelt, jedoch war nicht anzunehmen gewesen, daß er nach nur einem Tag da sein würde; aber die Giaurenreiter hatten die Infanteristen hinter sich aufs Pferd genommen, und so waren sie in höchster Schnelligkeit herangerückt.“

Eugens Truppen eröffneten direkt aus der Bewegung heraus den Angriff und gingen halbmondförmig gegen die Verteidigungsstellung der Osmanen vor. Als etwas nördlich der Pontonbrücke Sandbänke im Fluss erkennbar wurden, nutzte Eugen diese Gelegenheit sofort aus und ließ diese besetzen, um die türkische Abwehrstellung auch in ihrem Rücken unter Beschuss zu nehmen. Nach intensivem Artilleriefeuer folgte der Sturmangriff, an dem sich die Infanterie, die abgesessenen Kavalleristen und an der Spitze eines Dragonerregiments Prinz Eugen selbst beteiligten. Die Schanzen wurden schließlich überwunden, die Türken in den Fluss getrieben und die Brücke unter Feuer genommen:

„Der Soldat ist so ergrimmt gewesen, daß er fast keinem Quartier (Pardon, Gnade) gegeben, obschon Paschas und Offiziere sich gefunden, welche viel Geld versprochen haben, und befinden sich daher gar wenig Gefangene in unserer hand[sic!].“

## Beute
Nach dem Sieg bei Zenta überreichte Prinz Eugen dem Kaiser persönlich die Stücke, die in der Schlacht bei Zenta erbeutet wurden. Es waren dies: 6000 Wagen und Unmengen von Proviant (3000 Wagen versanken in der Theiß), 80 große und 58 kleine Geschütze, 423 Fahnen, 7 Rossschweife der Regimentsinhaber, Kamele, Ochsen, Pferde, Zelte, die Kriegskasse (angeblich mit drei Millionen Gulden und weiteren 40.000 aus dem Besitz des Sultans), das Archiv, eine große Zahl türkischer Pauken, einen Prunksäbel sowie die Kutsche des Sultans mit acht Pferden und zehn „Kebs-Weibern“.
Das wichtigste Beutestück war wohl das Siegel des Sultans Mustafa II. – ein Messingpetschaft mit spitzovaler Siegelfläche (19 × 26 mm) mit dem Wortlaut „Mustafa, Sohn des Mehmed Han, immer siegreich“, darunter das Jahr der Thronbesteigung „1106 der Hedschra“ (nach der christlichen Zeitrechnung das Jahr 1695). Das Siegel des Sultans wird heute im Heeresgeschichtlichen Museum in Wien aufbewahrt; es ist zusammen mit einem zweiten Siegel eines gewissen Ismail und einem rotseidenen, goldbestickten Säckchen zu sehen. Das Siegel war im Feldzug von 1697 (Großer Türkenkrieg) – wie in der türkischen Armee üblich – dem Oberbefehlshaber Großwesir Elmas Mehmed Pasa übergeben worden, der es ständig bei sich zu tragen hatte. Der Großwesir wurde in der Schlacht getötet, das Siegel von Prinz Eugen erbeutet, dieser übergab es als Trophäe dem Kaiser, in weiterer Folge wurde es von der kaiserlich-königlichen Schatzkammer dem Heeresmuseum übergeben. Über das Siegel schrieb Prinz Eugen in seinem Bericht an den Kaiser: „Ich habe auch […] des Gross-Sultan Petschaft erhalten, welches das Allerrarste, und diesen ganzen Krieg über bei allen Victorien noch niemals bekommen worden ist […] und ich werde mir auch die Ehre geben, wenn ich wiederum das Glück habe, vor Eurer Kaiserlichen Majestät Thron zu erscheinen, in aller Untertänigkeit es persönlich zu überreichen.“

## Ergebnis
Der Sieg war vollständig und umfassend, der Name Prinz Eugens wurde danach in ganz Europa zu einem Begriff. Der nach Temesvár fliehende Sultan verlor an die 25.000 Mann, seine gesamte Artillerie und den ganzen Verpflegungsvorrat, wohingegen die Verluste der Truppen des Kaisers 28 Offiziere und 401 Mann an Toten betrugen.
Der Sieg bei Zenta wurde militärisch nicht vollständig genutzt, weil auf eine Verfolgung der Türken wegen der späten Jahreszeit und Nachschubproblemen verzichtet wurde.
Die Schlacht bei Zenta war dennoch die Grundlage für den Frieden von Karlowitz (1699), mit dem sich das Kräfteverhältnis in Südosteuropa zu Ungunsten des Osmanischen Reiches veränderte.

## Rezeption
Im Jahr 1867 wurde in Wien-Margareten (5. Bezirk) die Zentagasse zur Erinnerung an die Schlacht benannt.

Im thüringischen Greiz gibt es die Zentastraße und die Zentaeiche zur Erinnerung an die Schlacht, in der Graf Heinrich VI. Reuß so schwer verwundet wurde, dass er einige Wochen später seinen Verletzungen erlag.